# Apristurus platyrhynchus
Apristurus platyrhynchus és un peix de la família dels esciliorrínids i de l'ordre dels carcariniformes.

## Morfologia
Els mascles poden arribar als 80 cm de longitud total.

## Reproducció
És ovípar.

## Distribució geogràfica
Es troba a les costes de Brunei, la Xina, Indonèsia (Kalimantan), el Japó, Malàisia (Sabah i Sarawak) i Filipines.